# Lípa u Chalupských
Lípa u Chalupských je památný strom ve vsi Javoříčko, severozápadně od Hartmanic. Lípa malolistá (Tilia cordata) roste na jižním okraji vsi v nadmořské výšce 800 m. Obvod jejího kmene měří 580 cm a koruna stromu dosahuje do výšky 21 m (měření 2000). Lípa je chráněna od roku 1998 pro svůj vzrůst, věk a jako krajinná dominanta.

## Stromy v okolí
- Kochánovské javory